# Michaël Heylen
Michaël Heylen (* 3. Januar 1994 in Brüssel) ist ein belgischer Fußballspieler.

## Verein
In der Jugend spielte Heylen für Ternesse VV, Germinal Beerschot und den RSC Anderlecht. Von hier wurde er direkt in seiner ersten Profisaison an den KV Kortrijk verliehen. Sein Erstligadebüt gab er im am 14. September 2013 beim 3:0-Sieg über den KAA Gent. Nach seiner Rückkehr spielte er als Ergänzungsspieler keine große Rolle im Verein und wurde zur Saison 2016/17 an den KVC Westerlo verliehen. 2017 verpflichtete ihn dann Ligarivale SV Zulte Waregem fest.
Ab Wiederbeginn des Spielbetriebes nach der Winterpause 2018/19 stand Heylen nicht mehr im Kader von Waregem. Erst in den letzten zwei Spielen der Hauptrunde stand er wieder im Kader, wurde aber tatsächlich nicht eingesetzt. Waregem hatte zu diesem Zeitpunkt einen Platz im unteren Mittelfeld erreicht, konnte nicht mehr absteigen, aber auch die Meister-Play-off nicht mehr erreichen.
Erst in den anschließenden Play-off-2 stand er in fünf von zehn Spielen, jeweils über die volle Spieldauer auf dem Platz.
In der neuen Saison 2019/20 gehörte er in den ersten fünf Saisonspielen wieder nicht zum Kader. Ende August 2019 wechselte Heylen zum niederländischen Verein FC Emmen, der zu diesem Zeitpunkt in der Eredivisie, der höchsten niederländischen Liga, spielte. Heylen unterschrieb dort einen Vertrag für ein Jahr, mit der Option der Verlängerung um ein weiteres Jahr. Im Sommer 2020 wechselte er weiter zum Ligarivalen Sparta Rotterdam, bei dem er zwei Jahre lang spielte. Zur Saison 2022/23 kehrte er zum FC Emmen zurück.

## Nationalmannschaft
Von 2013 bis 2016 bestritt Heylen insgesamt 15 Spiele für die U-21 Belgiens, in denen er einmal traf.

## Erfolge
- Torneo di Viareggio: 2013